# Alouatta arctoidea
Alouatta arctoidea är en primat i släktet vrålapor som förekommer i norra Venezuela. Populationen klassificerades tidigare som synonym till röd vrålapa och sedan tidig 2000-talet godkänns den som art.

## Utseende
Arten blir 45 till 65 cm lång (huvud och bål) och har en 55 till 68 cm lång svans. Honor är med 4,5 till 7 kg lite lättare än hannar som väger 6 till 8 kg. Den kastanjebruna pälsen har på några ställen gulaktiga eller mörk rödbruna skuggor. Gränsen mot den svarta huden i ansiktet är inte lika tydlig som hos röd vrålapa. Dessutom har Alouatta arctoidea en avvikande karyotyp.

## Utbredning
Denna primat förekommer i Venezuela norr om Orinocofloden. Kanske når den även nordöstra Colombia. Den lever i låglandet och i bergstrakter upp till 1160 meter över havet. Habitatet utgörs av inte sammanhängande lövfällande skogar, regnskogar eller molnskogar. Arten hittas även i galleriskogar.

## Ekologi
Alouatta arctoidea är aktiv på dagen och klättrar främst i träd. Den bildar flockar som består av en vuxen hanne, en eller flera vuxna honor samt deras ungar. Flocken har upp till 16 medlemmar och lever i ett 4 till 24 hektar stort revir. Liksom hos andra släktmedlemmar vrålar hannar eller alla vuxna exemplar för att visa sitt anspråk. Denna vrålapa äter främst blad samt frukter, gräs, bark, unga växtskott och frön.
Honor kan para sig varje eller vartannat år. Efter cirka 191 dagar dräktighet föds en unge som är efter ett år lika stor som de vuxna djuren. Könsmognaden infaller efter 43 till 66 månader. När en ny alfahanne övertar flocken dödar den ibland den andra hannens ungar.